# Уршна Села
Уршна Села (словен. Uršna sela) — поселення в общині Ново Место, регіон Південно-Східна Словенія, Словенія. Висота над рівнем моря: 326,7 м.